# مالية
المالية (بالإنجليزية: Finance)‏ تُعنى باحتياجات الأفراد والمنظمات والشركات من الموارد النقدية وتحديد سبل جمعها واستخدامها مع الأخذ في الحسبان المخاطر المرتبطة بمشاريعهم. عليه فإن مصطلح تمويل يجمع بين التالي :
- دراسة النقود وغيره من الأصول.
- إدارة هذه الأصول ورقابتها.
- تحديد مخاطر المشاريع وإدارتها.
- علم إدارة المال.
- في صيغة الفعل فإن كلمة تمويل تعني توفير الاعتمادات المالية للأعمال أو للمشتريات الفردية الضخمة (مثل السيارات والمساكن).

إن النشاط المالي تطبيق مجموعة أساليب يستخدمها الأفراد أو المنظمات (كيانات) لإدارة أموالهم، وعلى وجه الدقة إدارة الفرق بين مداخيلهم ومصاريفهم بالإضافة إلى المخاطر المتعلقة باستثماراتهم. فالكيان الذي دخله يفوق عن مصروفاته بإمكانه إقراض أو استثمار ذلك الفائض. في المقابل فإن الكيان الذي يكون دخله أقل من مصروفاته بإمكانه رفع رأسماله إما بالاقتراض أو من خلال بيع حقوق ملكية أو تخفيض مصاريفه أو زيادة دخله. ويمكن للدائن أن يجد مقترض من خلال وسيط مالي كالمصارف، أو أوراق الدين أو السندات في أسواق السندات. فيجني الدائن فائدة أقل من تلك التي يدفعها المقترض ويذهب الفرق لصالح الوسيط المالي.
ويعمل المصرف على تجميع أنشطة الدائنين والمقترضين. فيقبل المصرف ودائع من الدائنين يدفع عنها فائدة معلومة، ومن ثم يقوم بإعارة هذه الودائع للمقترضين. هكذا فإن المصرف يقوم بتنسيق أنشطة الدائنين والمقترضين مع بعضهم البعض مهما اختلفت أحجامهم، ويمكن القول أن المصرف يمنع تدفع النقود في الهواء.
ومن أمثلة مالية الشركات عملية بيع الأسهم لصالح مؤسسات استثمارية كالمصارف الاستثمارية التي تقوم بدورها ببيع هذه الأسهم للعموم. ويمنح السهم مالكه، أياً كان، جزءاً من ملكية تلك الشركة. فإذا كنت تملك سهم واحد من الشركة س والتي يبلغ مجموع أسهمها 100 سهم فإنك بهذا تمتلك 1% من الشركة. وبطبيعة الحال فإن الشركة تقبض مقابل هذا السهم نقد تقوم باستخدامه لتوسيع عملياتها وتسمى العملية (بتمويل حقوق الملكية). وتمويل حقوق الملكية بالإضافة إلى بيع السندات (أو أية طريقة أخرى للتمويل بالاقتراض) يسمى الهيكل الرأسمالي للشركة.
يستخدم الماليةَ الأفراد (المالية الشخصية)، أو الحكومات (المالية العامة) أو منظمات الأعمال (مالية شركات) إضافة إلى العديد من المنظمات مثل المدارس أو المنظمات غير الربحية. وبشكل عام فإن الهدف من كل النشاطات المذكورة أعلاه يتحقق عبر الاستخدام الأمثل للأدوات المالية مع مراعاة الوضع التنظيمي للنشاط.
وتعد المالية من أهم أوجه إدارة الأعمال. ففي غياب التخطيط المالي الجيد فإن نجاح المؤسسات الجديدة غير وارد. فإدارة المال (السيولة) عنصر جوهري لتأمين مستقبل الأفراد والمنظمات.

## المالية الشخصية
تتمحور أسئلة المالية الشخصية حول التالي:
- ما مقدار الأموال التي سيحتاجها الفرد (أو العائلة) في المستقبل؟
- كيف سيتم توفير هذه الأموال (بالادخار أو الاقتراض مثلاً)؟
- كيف يحمي الناس أنفسهم من الأحداث غير المتوقعة ومخاطر الأسواق المالية؟
- كيف يتم تناقل أصول العائلة عبر الأجيال (التركة والميراث)؟
- كيف تؤثر الضرائب (الإعانات والعقوبات الضريبية) على القرارات المالية الشخصية؟

وغالباً تتمحور القرارات الشخصية المالية حول مصاريف التعليم، تمويل السلع المعمرة مثل العقارات أو السيارات أو شراء التأمين (مثل التأمين الصحي أو التأمين على الممتلكات)، أو الاستثمار والادخار من أجل التقاعد. وأيضاً قد تتمحور على تسديد الدين.

## مالية الشركات
إن مهمة مالية الشركات (أو المالية الإدارية) هي توفير الاعتمادات المالية لتمويل أنشطة الشركة. وتنطوي على عملية الموازنة بين المخاطر والربحية عند محاولة تضخيم ثروة الشركة أو قيمة أسهمها.و يتم توفير الاعتمادات المالية طويلة المدى من خلال حقوق الملكية أو القروض طويلة الأجل (و غالباً ما تكون سندات) ويشكلان هيكل رأس المال. فيما يتم توفير الاعتمادات المالية قصيرة المدة (أو رأس المال العامل) غالباً عبر قروض مستمرة من المصرف.
كذلك يعتبر الاستثمار (أو إدارة المحفظة الاستثمارية) من قرارات الشركة التمويلية. والاستثمار هو حيازة أصول أملاً في أن تحافظ على قيمتها أو تزيد. وعند إدارة الاستثمار (بناء المحفظة) يجب أن يتخذ قرار حيال ماذا وأين وما حجم ما يستثمر. ولهذا يجب على الشركة أن:
- تحديد الأهداف وقيودها : مثل الأهداف الفردية أو المؤسساتية، الإطار الزمني، المخاطر، الاعتبارات الضريبية.
- تحديد الإستراتيجية المناسبة: إستراتيجية تحوط نشطة أو سلبية.
- قياس أداء المحفظة الاستثمارية.

الإدارة المالية: وهي مطابقة للوظيفة المالية لمهنة المحاسبة. مع ذلك فإن المحاسبة المالية تعنى أكثر بتقرير البيانات المالية عن ماضي الشركة بينما القرار المالي يختص بمستقبل الشركة.

### رأس المال
هي الأموال التي تمنح الشركة القدرة على شراء سلع تستخدم لإنتاج سلع أخرى أو تقديم خدمة معينة.